# الأحرار (فلسفة)

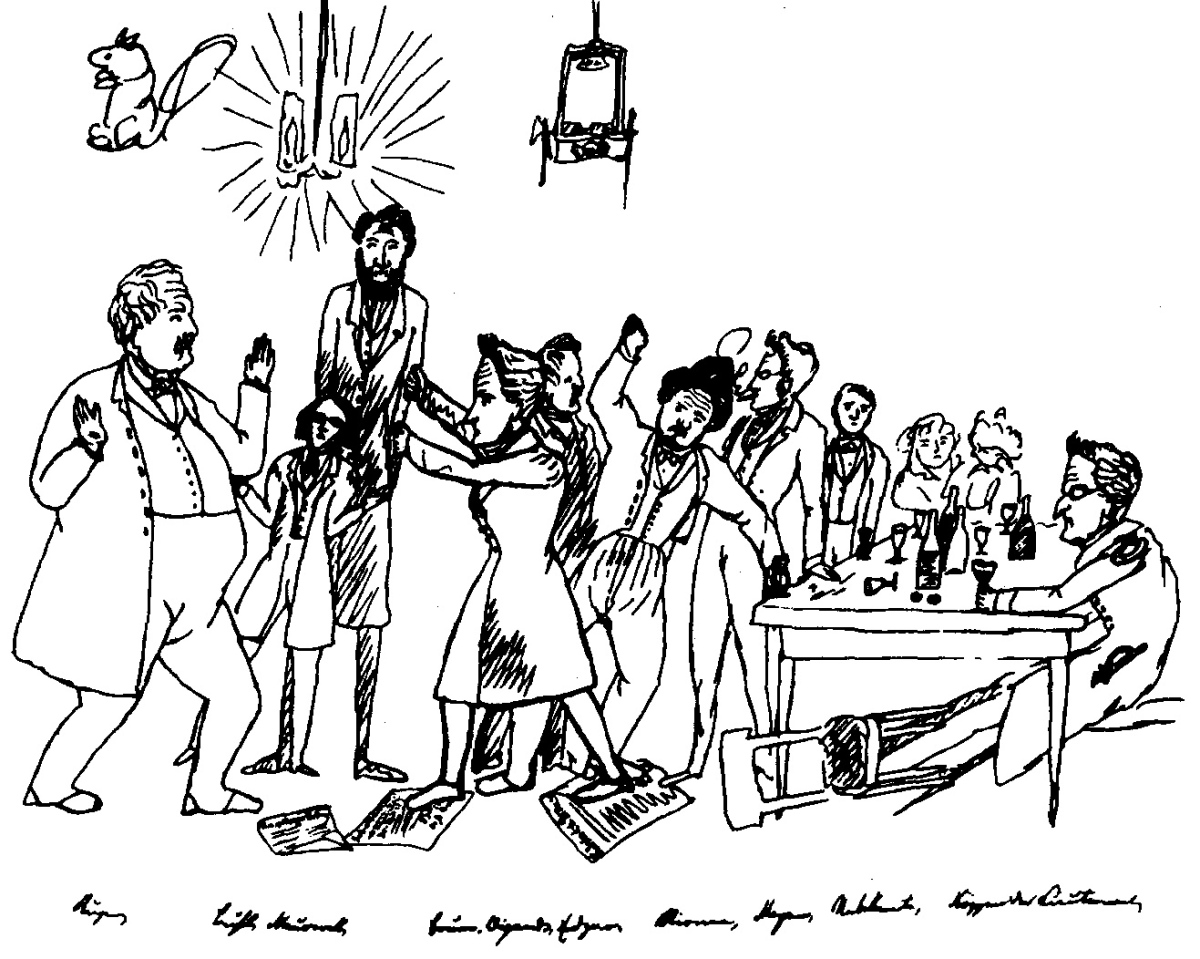
"الأحرار"، بقلم فريدريك إنجلز

الأحرار هي دائرة فلاسفة سياسيين في ألمانيا في القرن التاسع عشر، وقد تجمعوا للنقاش على مدى بضع سنوات.

## التكوين
الأحرار هو الاسم الذي كان يطلق على جناح برلين لشباب هيجليون برئاسة برونو باور.
تشكلت المجموعة في جامعة برلين. زعيمها برونو باور كان طالبا والذي حضر محاضرات هيغل ثم طُلب منه الدفاع عن موقف الهجليون القدماء ضد مطالبات ديفيد شتراوس حياة يسوع. إلا أنه بعد استعراض الكتاب، تحول باور وأصبح أكثر تطرفا من شتراوس، حيث أصبح ملحدا بحجة أن المسيحية لم تكن بدون أساس تاريخي فقط، بل لأنها غير منطقية وتشكل عائقا أمام التقدم.
في وقت لاحق في حياته نأى بنفسه عن المجموعة.

## التجمعات
عادة ما اجتمعوا في حانة هيبل للنبيذ في وسط برلين. وفقا لسيرة جون هنري ماكي من ماكس شتيرنر، فقد كانوا معروفين باستخدامهم اللغة البذيئة، في نقطة ما مما أدى إلى انتقاد أرنولد روجى لهم قبل الهجوم عليهم. يقال أن هناك العديد من النساء اللاتي شاركن في الفريق. وعلاوة على ذلك، فبعد أن توقف المالك عن إقراض المال لهم للشرب، فقد لجأوا إلى التسول مازحين في الشارع. ومع ذلك، فقد ادعى ماكاي أنهم شربوا قليلا وكان السكر بالنسبة لهم من غير المألوف.

## الفلسفة
الشباب الهيجليون الآخرون كان لديهم آراء أخرى في فلسفة هيجل: ديفيد شتراوس لم يقبل داعاءات هيغل بخصوص التاريخية المسيحية حيث نبذ أي أساس تاريخي بخصوص المسيحية لصالح كونها أسطورة، مدعيا أن القصص الموجودة في الكتاب المقدس ينبغي أن تفهم على أنها أساطير والتي شيدت ليس من قبل الأفراد ولكن من قبل المجتمعات المسيحية القديمة استجابة إلى تعليم المسيح والتقاليد المسيحية التي ورثتها من العهد القديم.".